# Klaus Wahl

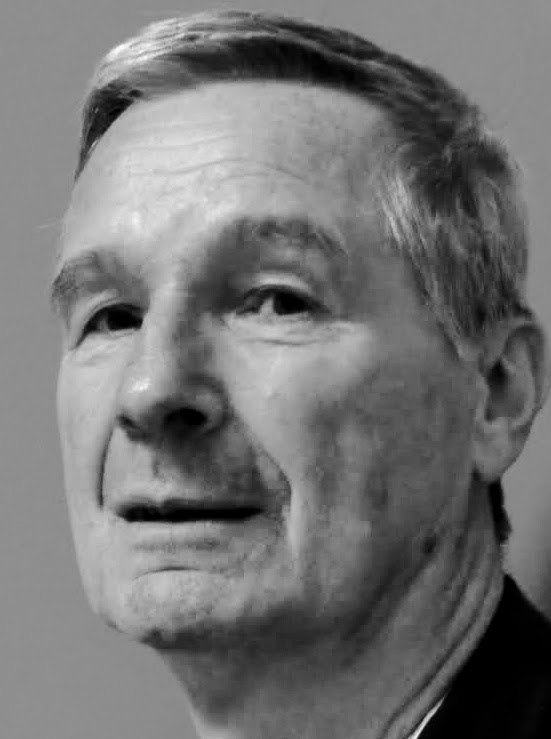
Klaus Wahl

Klaus Wahl (* 23. November 1944 in Stuttgart) ist ein deutscher Sozialwissenschaftler und Aggressionsforscher; seine Forschungen verbinden Naturwissenschaften und Sozialwissenschaften.

## Leben
Nach dem Studium der Wirtschaftswissenschaft, Soziologie, Psychologie, Philosophie und Politischen Wissenschaft an der Technischen Hochschule Stuttgart und der Universität München (Diplom-Soziologe 1969) war er ab 1970 zunächst Geschäftsführer einer Sachverständigenkommission der Bundesregierung zur Erstellung eines Familienberichts und begann gleichzeitig eine wissenschaftliche Tätigkeit am Deutschen Jugendinstitut e.V. (DJI), München. Er forschte dort zu Familien-, Kinder- und Jugendfragen und leitete später die wissenschaftliche Stabsstelle des DJI. Berufsbegleitend promovierte er 1988 an der Universität Bamberg (bei Ulrich Beck) und habilitierte sich 1998 an der Universität München, wo er seitdem als Privatdozent und Professor tätig war. Zudem lehrte er an weiteren in- und ausländischen Hochschulen, darunter als Gastprofessor an der Venice International University (Venedig), der Universidad de Chile (Santiago de Chile) und der Universidade de Brasília (Brasília). 2008 war er Fellow am Hanse-Wissenschaftskolleg, Delmenhorst. Seit 2010 forscht und berät Klaus Wahl im Rahmen des von ihm gegründeten „Psychosoziale Analysen und Prävention – Informations-System (PAPIS)“, München, u. a. zu Fragen der Entstehung von Moral, Aggression, Fremdenfeindlichkeit und Rechtsextremismus.
2024 gründete Klaus Wahl mit seiner Tochter Melanie Rhea Wahl die „WAHLSCHE STIFTUNG zur Erforschung der Entwicklung menschlichen Sozialverhaltens“ unter dem Dach der Max-Planck-Förderstiftung. Die WAHLSCHE STIFTUNG unterstützt die Erforschung der Entwicklung des Sozialverhaltens ab frühester Kindheit bis in die Jugend.

## Werk
Klaus Wahl führte eine große Zahl von empirischen Untersuchungen durch, u. a. Repräsentativerhebungen zur Lage der Familien in Deutschland (Familienalltag 1989), Studien zur Situation von Unterschichtfamilien (Familien sind anders 1980) und zur Gewalt in Familien (Die Modernisierungsfalle 1989, Studien über Gewalt in Familien 1990) – darunter die erste große deutsche Dunkelfeldstudie zu Gewalt in Familien. Er war an der Entwicklung neuer Methoden der Sozialforschung wie dem Einsatz von Videofeedback und zeitsparender Auswertungsverfahren bei Interviews beteiligt, fungierte als leitender Redakteur eines Handbuchs über Familien (Wie geht’s der Familie? 1988) und verfasste mit M.-S. Honig und L. Gravenhorst ein Buch über das „making of“ eines die Subjektivität von Familienmitgliedern thematisierenden Forschungsprojekts (Wissenschaftlichkeit und Interessen. Zur Herstellung subjektivitätsorientierter Sozialforschung 1982). Darin geht es um die Balancierungsversuche zwischen den widerstreitenden Interessen von politischem Auftraggeber und Geldgeber, wissenschaftlichen Ansprüchen und den Interessen der Untersuchten. Das Buch zeigt, dass Forschung in der Praxis oft anderen Regeln folgt, als es Methodenlehrbücher vorgeben.
Wahls Dissertation Die Modernisierungsfalle (1989) behandelte zwei Fragen, zum einen, wie Konstrukte wie „Selbstbewusstsein“, „Selbstwert“ und „Selbstwertgefühl“ im Verlauf der Geschichte zu wichtigen Elementen des abendländischen Menschenbildes mit seinen Ansprüchen und Hoffnungen wurden und zum anderen, wie weit Selbstwertprobleme, die durch den gesellschaftlichen Druck auf Eltern genährt werden, von diesen in Gewalt ausagiert werden.
Seine frühen Studien beschäftigen sich damit, dass die herkömmlichen Theorien und Methoden der Soziologie nicht ausreichten, um zentrale soziale Phänomene von der Liebe bis zur Gewalt und das Verhalten in Institutionen von Familien bis zu Wirtschaft und Politik ausreichend zu erklären. Er führt aus, dass von den Anfängen der Soziologie an viele prominente Autoren ein sehr rationalistisches und am „Sinn“ von Weltelementen orientiertes Menschenbild propagierten, mit blinden Flecken hinsichtlich der biologischen Grundlagen und der vorbewussten, emotionalen Motive des Sozialverhaltens. Diese theoretischen und methodologischen Defizite beschrieb Wahl in seiner Habilitationsschrift Sondierungen zu einer Tiefensoziologie. Kritik der soziologischen Vernunft (1997) und empfahl darin auch eine naturwissenschaftliche und psychologische Aufklärung der Soziologie. Sein wissenschaftliches Paradigma ist das einer evolutionstheoretisch basierten „bottom up“-Erkenntnisstrategie bzw. einer vertikalen biopsychosoziologischen Integration der verschiedenen Ebenen von Erklärungen sozialen Verhaltens und sozialer Phänomene, d. h. die Analyse des Zusammenspiels biologischer, psychologischer und soziologischer Faktoren und Mechanismen, die z. B. Aggression und Gewalt hervorbringen.
Seit Mitte der 1990er Jahre leitete Wahl eine Reihe von interdisziplinären Untersuchungen von Psychologen, Natur- und Sozialwissenschaftlern aus dem Deutschen Jugendinstitut, von Max-Planck-Einrichtungen und Universitäten zu Fremdenfeindlichkeit, Rechtsextremismus und Gewalt bei Jugendlichen. Zu den zentralen Ergebnissen gehörte, dass solchem problematischen Verhalten im Jugendalter meist schon Auffälligkeiten in der Entwicklung der emotionalen Persönlichkeit und der Aggressivität im frühen Kindesalter vorausgingen. Um dies genauer zu analysieren, wertete er Längsschnittstudien zur Entwicklung von Emotionen und Aggression bei Kindern und Jugendlichen aus. Auf solchen Forschungsresultaten aufbauend wies Wahl in zahlreichen Vorträgen und Büchern auch für Eltern, (sozial)pädagogische Praktiker und Polizei auf die Notwendigkeit einer früh ansetzenden Gewaltprävention hin, was mittlerweile auch in der Kinder- und Jugendhilfe und in der pädagogischen Praxis immer häufiger umgesetzt wird.
Weitere Studien Wahls galten Politik und Hilfesystemen (u. a. Familienpolitik, Familienberatung, Elternbildung, Aggressionsprävention).
Das Zusammenspiel natur- und sozialwissenschaftlicher Forschung demonstrierte Wahl auch an weiteren Gegenständen, so der Entstehung der Vorstellung eines Freien Willens bei Kindern. Während eines Fellowships am Hanse-Wissenschaftskolleg, Delmenhorst, begann Wahl 2008 mit dem Gehirnforscher Gerhard Roth (Universität Bremen), weiteren Neurowissenschaftlern und Psychologen verschiedener Universitäten interdisziplinäre Untersuchungen zu Jugendgewalt. 2009 veröffentlichte Wahl einen umfassenden interdisziplinären Forschungsüberblick Aggression und Gewalt, der die übliche Aneinanderreihung wissenschaftlicher Ergebnisse aus den einzelnen Disziplinen überwand und das komplizierte Zusammenspiel der genetischen, epigenetischen, neuronalen, psychischen und sozialen Mechanismen beim Zustandekommen von Aggression hervorhob. Das in diesem Buch vorgestellte Modell bio-psycho-sozialer Mechanismen der Aggression wurde von der internationalen Aggressionsliteratur positiv aufgenommen.
Es folgte eine ebenfalls interdisziplinäre Einführung in die Entstehung von Moral sowie moralischen und politischen Werten Wie kommt die Moral in den Kopf? Von der Werteerziehung zur Persönlichkeitsförderung, in der Wahl auch die politisch-pädagogische Rhetorik über Werte, angeblichen Werteverfall und die üblichen Vorschläge zur Werterziehung kritisiert. Statt vorwiegend kognitiver und für die Motivation tatsächlichen Verhaltens kaum wirksamer Werterziehung schlägt er die Förderung von emotionalen und sozialen Kompetenzen vor, die eher zu Verhaltensweisen führen, die gesellschaftlich als moralisch betrachtet werden.
1990 gründete Wahl die wissenschaftliche Zeitschrift DISKURS – Studien zu Kindheit, Jugend, Familie und Gesellschaft, die seit 2006 als Diskurs Kindheits- und Jugendforschung fortgeführt wird und deren wissenschaftlichem Beirat er angehört.
Klaus Wahls Forschungsarbeiten begannen mit seinem Interesse an der Bedeutung der subjektiven Sichtweisen, des Sinnverständnisses und der Emotionen der Menschen für ihr soziales Verhalten und der Fortentwicklung von Forschungsmethoden, um diese zu ermitteln. Aber er bemerkte dann die begrenzte Erklärungskraft des subjektiven Sinnes (einschließlich der Annahme verbreiteter Rationalität und Moral) für das Verhalten von Menschen in der Gesellschaft und der primär auf die Erfassung dieses Sinns ausgerichteten Sozialwissenschaften. Diese Kritik lenkte sein Interesse auf psychologische und naturwissenschaftliche Faktoren menschlichen, insbesondere sozialen Verhaltens (u. a. der evolutiven, genetischen, epigenetischen, neuropsychologischen und emotionalen Wurzeln von Aggression und Toleranz) und motivierte seine theoretischen, pädagogischen und praktischen Bemühungen, um die sich lange Zeit oft kritisch gegenüberstehenden Natur- und Sozialwissenschaften zum Dialog und zu konstruktiv-kritischer Zusammenarbeit zu motivieren.
Nachdem Wahl an dem Bericht der Organisation Human Rights First mit dem Titel Germany Conflicted. The Struggle Between Xenophobia and Tolerance  mitgearbeitet hatte, legte er 2020 eine Synopse des interdisziplinären und internationalen Forschungsstandes zur Entstehung von Manifestationen des Rechtsradikalismus (Ideologie, Parteien, Bewegungen, Gewalt) unter dem Titel The Radical Right. Biopsychosocial Roots and International Variations. vor, die 2023 in aktualisierter Form auch auf Deutsch erschien: Die radikale Rechte. Biopsychosoziale Wurzeln und internationale Variationen.

## Schriften (Auswahl)

### Bücher (Auswahl)
- Familienbildung und -beratung in der BRD. W. Kohlhammer, Stuttgart / Berlin / Köln / Mainz 1973, Neuauflage 1975.
- Familien sind anders! Wie sie sich selbst sehen. Anstöße für eine neue Familienpolitik. (Zus. mit G. Tüllmann, M.-S. Honig, L. Gravenhorst). rororo aktuell, Reinbek 1980, ISBN 3-499-14636-3.
- Wissenschaftlichkeit und Interessen. Zur Herstellung subjektivitätsorientierter Sozialforschung. (Zus. mit M.-S. Honig, L. Gravenhorst). Suhrkamp, Frankfurt/M. 1982, ISBN 3-518-27998-X.
- Die Modernisierungsfalle. Gesellschaft, Selbstbewußtsein und Gewalt. Suhrkamp, Frankfurt/M. 1989, ISBN 3-518-28442-8.
- Studien über Gewalt in Familien. Gesellschaftliche Erfahrungen, Selbstbewußtsein, Gewalttätigkeit. DJI Deutsches Jugendinstitut, München 1990, ISBN 3-87966-313-0.
- Kritik der soziologischen Vernunft. Sondierungen zu einer Tiefensoziologie. Velbrück Wissenschaft, Weilerswist 2000, ISBN 3-934730-16-7.
- Fremdenfeindlichkeit. Auf den Spuren extremer Emotionen. (Zus. mit Ch. Tramitz, J. Blumtritt). Leske + Budrich, Opladen 2001, Auslieferung: VS-Verlag, Wiesbaden, ISBN 3-8100-3137-2.
- Fremdenfeindlichkeit, Antisemitismus, Rechtsextremismus. Drei Studien zu Tatverdächtigen und Tätern. (Hrsg.). Bundesministerium des Innern, Berlin 2001.
- Skinheads, Neonazis, Mitläufer. Täterstudien und Prävention. (Hrsg.). Leske + Budrich, Opladen 2003, Auslieferung: VS-Verlag, Wiesbaden, ISBN 3-8100-3171-2.
- Helfen „Super Nanny“ und Co.? Ratlose Eltern – Herausforderung für die Elternbildung. (Hrsg. mit K. Hees). Beltz, Weinheim 2006. Neuauflage: Cornelsen Scriptor 2007, ISBN 978-3-589-25399-9.
- Vertragen oder schlagen? Biografien jugendlicher Gewalttäter als Schlüssel für eine Erziehung zur Toleranz in Familie, Kindergarten und Schule. Cornelsen Scriptor, Berlin / Düsseldorf / Mannheim 2007, ISBN 978-3-589-24511-6.
- Täter oder Opfer? Jugendgewalt – Ursachen und Prävention. (mit K. Hees). Reinhardt, München 2009, ISBN 978-3-497-02037-9.
- Aggression und Gewalt. Ein biologischer, psychologischer und sozialwissenschaftlicher Überblick. Spektrum Akademischer Verlag, Heidelberg 2009, ISBN 978-3-8274-2388-7. Neuauflage als Softcover 2012, ISBN 978-3-8274-3120-2.
- Wie kommt die Moral in den Kopf? Von der Werteerziehung zur Persönlichkeitsförderung. Springer Spektrum, Berlin 2015, ISBN 978-3-642-55407-0.
- The Radical Right. Biopsychosocial Roots and International Variations. Palgrave, London 2020, ISBN 978-3-030-25130-7.
- Die Radikale Rechte. Biopsychosoziale Wurzeln und internationale Variationen. Springer VS, Cham 2023, ISBN 978-3-031-23576-4.

### Aufsätze (Auswahl)
- Development of Xenophobia and Aggression. In: International Journal of Comparative and Applied Criminal Justice. 26, 2002, 2, S. 247–256.
- Враждебността към чуждия – изследователски резултати от дълбинна социологическа перспектива. (Fremdenfeindlichkeit – Forschungsergebnisse in tiefensoziologischer Perspektive) In: Социологически проблеми. (Soziologische Probleme; Bulgarien) 34, 2002, 1–2, S. 242–255.
- Einmarschiert, eingesickert, eingeschmolzen? Die paradoxe Geschichte der Geschichte der Alamannen. In: Schweizer Monatshefte. 83, 2003, 6/7, S. 38–39.
- Roots of Xenophobia and Violence against Migrants. Personality, Parents, Pedagogues, Peers, and Emotion. In: D. Hoerder, Y. Hébert, I. Schmitt (Hrsg.): Negotiating Transcultural Lives. Belongings and Social Capital among Youth in Comparative Perspective. V&R unipress, Göttingen 2005, S. 59–68.
- Entwicklungs- und Sozialisationbedingungen für Toleranz. In: Bertelsmann Stiftung, Bertelsmann Forschungsgruppe Politik (Hrsg.): Strategien gegen Rechtsextremismus. Bd. 1. Bertelsmann Stiftung, Gütersloh 2005, S. 16–79 (mit M. Ottinger-Gaßebner, C. Kleinert, S.-V. Renninger).
- Das Paradoxon der Willensfreiheit und seine Entwicklung im Kind. In: Diskurs Kindheits- und Jugendforschung 1, 2006, 1, S. 117–139.
- Ultraprawicowe i ksenofobiczne wyobrażenia i typy zachowań – wyniki badań nad młodzieżą. (Rechtsextreme und fremdenfeindliche Vorstellungen und Verhaltensweisen in Deutschland. Ergebnisse der Jugendforschung) In: M. Minkenberga, D. Sucker, A. Wenninger (Hrsg.): Prawicowy radykalizm i ksenofobia w Polsce i w Niemczech. Nacjonalne i europejskie perpepktywy. (Radikale Rechte und Fremdenfeindlichkeit in Deutschland und Polen. Nationale und europäische Perspektiven). Informationszentrum Sozialwissenschaften, Bonn 2006, S. 146–163.
- Neurophysiological Correlates of Laboratory-Induced Aggression in Young Men with and without a History of Violence. In: PLoS ONE. 6(7) 2011: e22599 (mit D. Wiswede, S. Taubner, Th. F. Münte, G. Roth, D. Strüber, U. M. Krämer).
- Parental Influences on the Prevalence and Development of Child Aggressiveness. In: Journal of Child and Family Studies. 21, 2012, 2, S. 344–355 (mit C. Metzner).
- Wurzeln von Aggression und Gewalt. Biologische, psychologische und sozialwissenschaftliche Forschungsergebnisse. In: A. M. Kalcher, K. Lauermann (Hrsg.): Die Macht der Aggression. G&G Verlagsgesellschaft, Wien 2012, S. 21–46.
- Biotische, psychische und soziale Bedingungen für Aggression und Gewalt. In: B. Enzmann (Hrsg.): Handbuch Politische Gewalt. Formen – Ursachen – Legitimation – Begrenzung. : Springer VS, Wiesbaden 2013, S. 15–42 (mit M. Rh. Wahl).
- Aggression und Gewalt. Ein Zusammenspiel biotischer, psychischer und sozialer Mechanismen. In: Meller, Harald/Schefzik, Michael (Hrsg.): Krieg. Eine archäologische Spurensuche. Begleitband zur Sonderausstellung im Landesmuseum für Vorgeschichte Halle (Saale). Theiss, Darmstadt 2015, S. 29–32.
- Germany Conflicted. The Struggle Between Xenophobia and Tolerance. Human Rights first, New York 2017. https://www.humanrightsfirst.org/sites/default/files/hrf-germany-conflicted-report.pdf
- Strategien für die Weiterentwicklung der Gewaltprävention in der Bundesrepublik Deutschland aus der Sicht der Wissenschaft. In: Voß, Stephan / Marks, Erich (Hrsg.): Strategien zur Weiterentwicklung der Gewaltprävention in der Bundesrepublik Deutschland. Pro BUSINESS, Berlin 2018, S. 45–64.
- Sozialpädagogisches Breitbandantibiotikum. Wie der Rechtsradikalismus Emotionen instrumentalisiert. In: Sozialpädagogische Impulse (Österreich) 2023, 1, S. 15–17.